# Lausanne jardins
Lausanne jardins est une manifestation artistique lausannoise composée d'installations végétales en ville. La manifestation a eu lieu en 1997, 2000, 2004, 2009, 2014, 2019 et en 2024. 
Les projets sont choisis parmi des candidatures et sont l'œuvre de paysagistes, d'architectes et d'artistes.

## Éditions et thèmes
- 1997 : Jardins faisant[2]
- 2000 : Jardins la ville[2]
- 2004 : Jardins de passages[2]
- 2009 : Jardins dessus-dessous[2]
- 2014 : Landing[3]
- 2019 : Terre à terre[4]
- 2024 : Entre l’eau et nous[5]

## Concept
En 2019, parmi une trentaine de jardins, des installations dans le jardin Jean-Jacques Mercier proposent en même temps de prendre conscience de la crise climatique et de mettre en scène des moyens d'atténuer les îlots de chaleur urbains, de mettre en valeur des arbres vivants et prêter une voix à ceux qui ont disparu. 

### Articles
- Yves Jault, « Lausanne dissimulera ses airs austères derrière un jardin extraordinaire », 24 heures,‎ 10 octobre 1996, p. 31 (ISSN 1661-2256)
- Françoise Jaunin, « Lausanne jardine en ville et poursuit ses liftings », 24 heures,‎ 29 janvier 1997, p. 47 (ISSN 1661-2256)
- Serge Martinelli, « A Lausanne, des jardins extraordinaires fleuriront aux quatre coins de la ville », 24 heures,‎ 20 février 1997, p. 29 (ISSN 1661-2256)
- Rémy-Pierre Berra, « Toute la ville se mettra au vert », 24 heures,‎ 4 novembre 1999, p. 19 (ISSN 1661-2256)
- « Un avant-goût du bonheur », 24 heures,‎ 9 novembre 1999, p. 44 (ISSN 1661-2256)
- La rédaction, « Les employés de la ville mettent tous leurs soins à l'épanouissement de Lausanne Jardins'97 », Journal de Genève,‎ 19 août 1997, p. 9 (lire en ligne, consulté le 6 juin 2015)
- La rédaction, « Quelques protestations mises à part, « Lausanne Jardins'97 » suscite l'entousiasme », Journal de Genève,‎ 2 août 1997, p. 19 (lire en ligne, consulté le 6 juin 2015)
- La rédaction, « Ces jardins qui n'existeront pas », Journal de Genève,‎ 2 août 1997, p. 19 (lire en ligne, consulté le 6 juin 2015)

### Ouvrage
Pascal Amphoux, Klaus Holzhausen, Yves Lachavanne, Alexandre Pasche, Lausanne jardins 97 Guide des promenades, Association Jardin urbain, édition Lorette Coen, 1997, Lausanne, 56 p.